# 第3回全国障害者スポーツ大会
第3回全国障害者スポーツ大会（だい3かいぜんこくしょうがいしゃスポーツたいかい）は2003年（平成15年）11月8日から11月10日まで開催された。愛称は「わかふじ大会」。

## ハイライト
- この年は同年4月に政令指定都市になったさいたま市が初出場した。
- 閉会式は会場のエコパアリーナを一般観客を締め出して行われた。

## 競技会場
- 開会式 - 袋井市・エコパスタジアム
- 閉会式 - 袋井市・エコパアリーナ
- 陸上競技 - 袋井市・エコパスタジアム
- バスケットボール・車椅子バスケットボール - 袋井市・エコパアリーナ
- アーチェリー - 掛川市・エコパ広場
- ソフトボール - 掛川市・エコパグラウンド1
- グランドソフトボール - 掛川市・エコパグラウンド2
- フライングディスク - 掛川市・エコパ芝生広場4
- フットベースボール - 掛川市・エコパ芝生広場1
- 水泳 - 静岡市・静岡県立水泳場
- 卓球（サウンドテーブルテニス含む） - 浜北市・浜北市総合体育館グリーンアリーナ
- ボウリング - 浜松市・浜松毎日ボウル
- バレーボール - 浜松市・浜松アリーナ
- サッカー - 磐田市・磐田スポーツ交流の里ゆめりあ